# Irlanda en la Copa Mundial de Fútbol de 2002
La selección de Irlanda fue uno de los 32 equipos participantes en la Copa Mundial de Fútbol de 2002, torneo que se llevó a cabo del 31 de mayo al 30 de junio en Corea del Sur y Japón.
Los irlandeses regresaban al mundial desde la Copa Mundial de Fútbol de 1994 donde lograron clasificarse a octavos de final con 4 puntos, Irlanda quedó en el grupo E junto con Alemania, Arabia Saudita y Camerún. Para el primer partido, los irlandeses empezaron perdiendo contra Camerún por un gol de Patrick Mboma al minuto 39', en el segundo tiempo llegó finalmente Matt Holland en el minuto 52' y dejó el marcador final 1-1. Con un empate clasificarse sería difícil en contra de la potente Alemania.
Para el segundo partido, Miroslav Klose anotó un gol al inicio del partido en el minuto 16', incluso en el segundo tiempo el marcador seguía 1-0. Para el remate salvador, Robbie Keane anotó un gol en el minuto 92', dejando el partido 1-1 y consiguiendo anotar en la portería de Oliver Kahn. Con dos puntos, la clasificación dependía del partido con Arabia Saudita, y el partido de Camerún con Alemania. Irlanda venció fácilmente a los árabes 3 a 0, dejándolos sin ningún gol y con 12 en contra. Para su suerte, Alemania venció 2 a 0 a Camerún lo que dejó con 5 puntos a Irlanda y logró clasificarse por tercera vez a octavos de final.
Para los octavos de final, Irlanda se enfrentaba a una de las selecciones más fuertes, España. Para el inicio del partido, llegó en el minuto 8' Fernando Morientes quien convertiría el primer gol del partido, Ian Harte obtuvo un penal el cual atajó el arquero Iker Casillas, en el minuto 90', otro penal para Irlanda de Keane convertiría su 3.er gol y empatando el partido. En la prórroga no sucedió nada, por lo que fueron a penales, los primeros penales de Keane y Hierro entraron, pero Holland le pegaría al travesaño mientras que Rubén Baraja anotaría, luego tanto como David Connolly, Juanfran, Kevin Kilbane y Juan Carlos Valerón fallarían sus penales, los irlandeses parados por Casillas y los españoles botaron las pelotas, Steve Finnan anotaría y finalmente llegaría Gaizka Mendieta que anotaría el gol que llevara a España a cuartos y eliminara a Irlanda del mundial. A pesar de todo, los irlandeses dejaron una buena marca y estadísticamente, no perderían ningún partido.

## Clasificación
Irlanda jugó una hexagonal ante Andorra, Países Bajos, Portugal, Estonia y Chipre para definir a un clasificados directo al mundial. Irlanda logró la clasificación al vencer 4-0 a Chipre en Dublin, eliminando al entonces dos veces subcampeón mundial Países Bajos.
| Pos. | Equipo       | Pts. | PJ | PG | PE | PP | GF | GC | Dif. |
| ---- | ------------ | ---- | -- | -- | -- | -- | -- | -- | ---- |
| 1.º  | Portugal     | 24   | 10 | 7  | 3  | 0  | 33 | 7  | 26   |
| 2.º  | Irlanda      | 24   | 10 | 7  | 3  | 0  | 23 | 5  | 18   |
| 3.º  | Países Bajos | 20   | 10 | 6  | 2  | 2  | 30 | 9  | 21   |
| 4.º  | Estonia      | 8    | 10 | 2  | 2  | 6  | 10 | 26 | −16  |
| 5.º  | Chipre       | 8    | 10 | 2  | 2  | 6  | 13 | 31 | −18  |
| 6.º  | Andorra      | 0    | 10 | 0  | 0  | 10 | 5  | 36 | −31  |

|  | Clasificados a la Copa Mundial de Fútbol de 2002 |
|  | Clasificados a la Repesca                        |

| 2 de septiembre de 2000 | Países Bajos                    | 2:2 (0:1) | Irlanda                      | Amsterdam Arena, Ámsterdam                               |                                                          |
| 20:30 (CEST)            | Talan 71' · van Bronckhorst 84' | Reporte   | Rob. Keane 21' · McAteer 65' | Asistencia: 45 000 espectadores Árbitro(s): Ľuboš Micheľ | Asistencia: 45 000 espectadores Árbitro(s): Ľuboš Micheľ |

| 7 de octubre de 2000 | Portugal      | 1:1 (1:0) | Irlanda     | Estádio da Luz, Lisboa                                    |                                                           |
| 21:00 (WEST)         | Conceição 57' | Reporte   | Holland 72' | Asistencia: 43 500 espectadores Árbitro(s): Atanas Uzunov | Asistencia: 43 500 espectadores Árbitro(s): Atanas Uzunov |

| 11 de octubre de 2000 | Irlanda                  | 2:0 (1:0) | Estonia | Lansdowne Road, Dublín                                  |                                                         |
| 19:30 (WEST)          | Kinsella 25' · Dunne 50' | Reporte   |         | Asistencia: 34 962 espectadores Árbitro(s): Terje Hauge | Asistencia: 34 962 espectadores Árbitro(s): Terje Hauge |

| 24 de marzo de 2001 | Chipre | 0:4 (0:2) | Irlanda                                           | Estadio GSP, Strovolos                                        |                                                               |
| 20:00 (EET)         |        | Reporte   | Roy Keane 33', 89' · Harte 42' (pen.) · Kelly 81' | Asistencia: 8 854 espectadores Árbitro(s): Frank de Bleeckere | Asistencia: 8 854 espectadores Árbitro(s): Frank de Bleeckere |

| 28 de marzo de 2001 | Andorra | 0:3 (0:1) | Irlanda                                      | Miniestadi, Barcelona (España)                            |                                                           |
| 18:45 (CEST)        |         | Reporte   | Harte 33' (pen.) · Kilbane 76' · Holland 80' | Asistencia: 5 000 espectadores Árbitro(s): Igor Ishchenko | Asistencia: 5 000 espectadores Árbitro(s): Igor Ishchenko |

| 25 de abril de 2001 | Irlanda                                | 3:1 (2:1) | Andorra  | Lansdowne Road, Dublín                                         |                                                                |
| 19:30 (WEST)        | Kilbane 34' · Kinsella 36' · Breen 73' | Reporte   | Lima 33' | Asistencia: 34 000 espectadores Árbitro(s): Kristinn Jakobsson | Asistencia: 34 000 espectadores Árbitro(s): Kristinn Jakobsson |

| 2 de junio de 2001 | Irlanda       | 1:1 (0:0) | Portugal | Lansdowne Road, Dublín                                       |                                                              |
| 15:00 (WEST)       | Roy Keane 68' | Reporte   | Figo 79' | Asistencia: 35 000 espectadores Árbitro(s): Knud Erik Fisker | Asistencia: 35 000 espectadores Árbitro(s): Knud Erik Fisker |

| 6 de junio de 2001 | Estonia | 0:2 (0:2) | Irlanda                | Estadio Lilleküla, Tallin                                 |                                                           |
| 18:00 (EET)        |         | Reporte   | Dunne 7' · Holland 38' | Asistencia: 9 300 espectadores Árbitro(s): Mircea Salomir | Asistencia: 9 300 espectadores Árbitro(s): Mircea Salomir |

| 1 de septiembre de 2001 | Irlanda     | 1:0 (0:0) | Países Bajos | Lansdowne Road, Dublín                                   |                                                          |
| 15:00 (WEST)            | McAteer 68' | Reporte   |              | Asistencia: 35 400 espectadores Árbitro(s): Hellmut Krug | Asistencia: 35 400 espectadores Árbitro(s): Hellmut Krug |

| 6 de octubre de 2001 | Irlanda                                             | 4:0 (2:0) | Chipre | Lansdowne Road, Dublín                                           |                                                                  |
| 18:00 (WEST)         | Harte 3' · Quinn 11' · Connolly 63' · Roy Keane 67' | Reporte   |        | Asistencia: 30 000 espectadores Árbitro(s): Juan Ansuátegui Roca | Asistencia: 30 000 espectadores Árbitro(s): Juan Ansuátegui Roca |

Repesca Intercontinental
| Partido de Ida; 10 de noviembre de 2001 | Irlanda                           | 2:0 (1:0) | Irán | Lansdowne Road, Dublín                                               |                                                                      |
| 18:00 (WET)                             | Harte 43' (pen.) · Rob. Keane 49' | Reporte   |      | Asistencia: 36 538 espectadores Árbitro(s): Antônio Pereira da Silva | Asistencia: 36 538 espectadores Árbitro(s): Antônio Pereira da Silva |

| Partido de Vuelta; 15 de noviembre de 2001 | Irán             | 1:0 (0:0) (Global 1:2) | Irlanda | Estadio Azadi, Teherán                                     |                                                            |
| 17:30 (IRST)                               | Golmohammadi 90' | Reporte                |         | Asistencia: 95 000 espectadores Árbitro(s): William Mattus | Asistencia: 95 000 espectadores Árbitro(s): William Mattus |

## Jugadores
Estos son los 23 jugadores convocados para el torneo:

### Participación de jugadores
| #  | Nombre           | Posición      | PJ | Min |   | Asist | Tiros  | Faltas |   |   |
| -- | ---------------- | ------------- | -- | --- | - | ----- | ------ | ------ | - | - |
| 2  | Steve Finnan     | Defensa       | 4  | 344 | 0 | 0     | 0      | 6-4    | 1 | 0 |
| 3  | Ian Harte        | Defensa       | 4  | 288 | 0 | 0     | 5      | 3-5    | 0 | 0 |
| 4  | Kenny Cunningham | Defensa       | 2  | 73  | 0 | 0     | 0      | 1-2    | 0 | 0 |
| 5  | Steve Staunton   | Defensa       | 4  | 307 | 0 | 0     | 0      | 2-5    | 1 | 0 |
| 6  | Roy Keane        | Mediocampista | 0  | 0   | 0 | 0     | 0      | 0-0    | 0 | 0 |
| 7  | Jason McAteer    | Mediocampista | 2  | 56  | 0 | 0     | 0      | 1-1    | 1 | 0 |
| 8  | Matt Holland     | Mediocampista | 4  | 390 | 1 | 0     | 4      | 7-2    | 0 | 0 |
| 9  | Damien Duff      | Delantero     | 4  | 390 | 1 | 0     | 3      | 12-22  | 0 | 0 |
| 10 | Robbie Keane     | Delantero     | 4  | 390 | 3 | 0     | 16     | 6-5    | 0 | 0 |
| 11 | Kevin Kilbane    | Delantero     | 4  | 390 | 0 | 0     | 5      | 7-10   | 0 | 0 |
| 12 | Mark Kinsella    | Mediocampista | 4  | 389 | 0 | 0     | 1      | 2-1    | 0 | 0 |
| 13 | David Connolly   | Mediocampista | 1  | 38  | 0 | 0     | 2      | 4-1    | 0 | 0 |
| 14 | Gary Breen       | Defensa       | 4  | 390 | 1 | 0     | 4      | 6-3    | 0 | 0 |
| 15 | Richard Dunne    | Defensa       | 0  | 0   | 0 | 0     | 0      | 0-0    | 0 | 0 |
| 17 | Niall Quinn      | Delantero     | 3  | 126 | 0 | 0     | 4      | 7-5    | 0 | 0 |
| 18 | Gary Kelly       | Defensa       | 4  | 298 | 0 | 0     | 0      | 2-2    | 0 | 0 |
| 19 | Clinton Morrison | Delantero     | 0  | 0   | 0 | 0     | 0      | 0-0    | 0 | 0 |
| 20 | Andrew O'Brien   | Defensa       | 0  | 0   | 0 | 0     | 0      | 0-0    | 0 | 0 |
| 21 | Steven Reid      | Delantero     | 2  | 30  | 0 | 0     | 1      | 0-0    | 1 | 0 |
| 22 | Lee Carsley      | Mediocampista | 1  | 1   | 0 | 0     | 0      | 1-0    | 0 | 0 |
| #  | Nombre           | Posición      | PJ | Min |   | Prom. | Atajos | Faltas |   |   |
| 1  | Shay Given       | Portero       | 4  | 390 | 3 | 0     | 16     | 0-0    | 0 | 0 |
| 16 | Dean Kiely       | Portero       | 0  | 0   | 0 | 0     | 0      | 0-0    | 0 | 0 |
| 23 | Alan Kelly Jr.   | Portero       | 0  | 0   | 0 | 0     | 0      | 0-0    | 0 | 0 |

## Amistosos previos
| 25 de mayo de 2002 | Sanfrecce Hiroshima | 1:2 (1:1) | Irlanda             | Hamayama Park, Izumo (Japón) |  |
|                    | Kubo 38'            | Reporte   | Rob. Keane 42', 78' |                              |  |

## Resultados
Irlanda fue eliminada en la segunda ronda.

### Grupo E
| Pos. | Equipo         | Pts. | PJ | PG | PE | PP | GF | GC | Dif. |
| ---- | -------------- | ---- | -- | -- | -- | -- | -- | -- | ---- |
| 1.º  | Alemania       | 7    | 3  | 2  | 1  | 0  | 11 | 1  | 10   |
| 2.º  | Irlanda        | 5    | 3  | 1  | 2  | 0  | 5  | 2  | 3    |
| 3.º  | Camerún        | 4    | 3  | 1  | 1  | 1  | 2  | 3  | −1   |
| 4.º  | Arabia Saudita | 0    | 3  | 0  | 0  | 3  | 0  | 12 | −12  |

|  | Clasificados a la Segunda Ronda |

#### Primera Fecha
| 1 de junio de 2002 | Irlanda     | 1–1     | Camerún    | Niigata Stadium, Niigata                                  |                                                           |
|                    | Holland 52' | Reporte | M'Boma 39' | Asistencia: 33,679 espectadores Árbitro(s): Toru Kamikawa | Asistencia: 33,679 espectadores Árbitro(s): Toru Kamikawa |

#### Segunda Fecha
| 5 de junio de 2002 | Alemania  | 1–1     | Irlanda     | Kashima Soccer Stadium, Ibaraki                                |                                                                |
|                    | Klose 19' | Reporte | Keane 90+2' | Asistencia: 35,854 espectadores Árbitro(s): Kim Milton Nielsen | Asistencia: 35,854 espectadores Árbitro(s): Kim Milton Nielsen |

#### Tercera Fecha
| 11 de junio de 2002 | Arabia Saudita | 0–3     | Irlanda                         | Estadio Internacional de Yokohama, Yokohama              |                                                          |
|                     |                | Reporte | Keane 7' · Breen 61' · Duff 87' | Asistencia: 65,320 espectadores Árbitro(s): Falla N'Doye | Asistencia: 65,320 espectadores Árbitro(s): Falla N'Doye |

### Segunda Ronda

#### Octavos de final
| 16 de junio de 2002 | España                                          | 1-1 (t. s.)(3–2 p.)        | Irlanda                                       | Suwon World Cup Stadium, Suwon                           |                                                          |
|                     | Morientes 8'                                    | Reporte                    | Keane 90' (pen.)                              | Asistencia: 38,926 espectadores Árbitro(s): Anders Frisk | Asistencia: 38,926 espectadores Árbitro(s): Anders Frisk |
|                     |                                                 | Tiros desde el punto penal |                                               |                                                          |                                                          |
|                     | Hierro · Baraja · Juanfran · Valerón · Mendieta |                            | Keane · Holland · Connolly · Kilbane · Finnan |                                                          |                                                          |